# Rinaldo Caressa
Rinaldo Caressa (Roma, 1º agosto 1929 – Roma, 22 aprile 2009) è stato un pittore italiano.

## Biografia
Rinaldo Caressa nacque nel 1929 a Roma: suo nonno paterno fu Ferruccio Caressa. Cresciuto nel quartiere Appio-Latino durante gli anni '30 e '40 non ebbe l'opportunità di studi regolari e iniziò a lavorare fin da giovane.
Negli anni dell'immediato dopoguerra svolse moltissimi lavori, alcuni dei quali lo misero in contatto col mondo artistico, come l'attività di battitore presso una casa d'aste e l'impiego di addetto al reparto colori in un negozio di belle arti a via Quattro Fontane, nel centro di Roma: qui Caressa ebbe l'occasione di conoscere e mostrare i suoi primi lavori ai clienti del negozio, fra i quali Renato Guttuso, Giovanni Omiccioli, Lamberto Ciavatta e altri.
Si dedicava infatti nel tempo libero alle arti figurative, per le quali la sua spiccata predisposizione era stata già notata in età scolare, sperimentando il disegno, la pittura a tempera e olio, la ceramica, ma anche l'arte del presepe, che coltiverà con passione per il resto della sua vita.
Nel 1954 partecipò per la prima volta alla rassegna dei Cento Pittori di via Margutta a Roma (la cui prima edizione risale al 1953), e alla quale parteciperà per oltre cinquant'anni. Dal 1956 viene invitato a differenti rassegne d'arte contemporanea, fra le quali la mostra premio per la pittura in bianco e nero che si svolge presso l'Accademia dei Lincei. Particolarmente impegnato nelle tematiche sociali dell'epoca del neorealismo, che pervadeva tutta la cultura italiana del dopoguerra, preparò alcuni inchiostri che furono presentati anche alla rassegna per il Premio Enrico Toti 1957.
In questo periodo completò la sua preparazione diplomandosi brillantemente presso la Scuola preparatoria alle arti ornamentali San Giacomo che frequenterà fino al 1960 e che lo metterà in contatto con maestri come Letterio Scalia, che gli proporrà di insegnare nella stessa accademia, e l'incisore Giorgio Pianigiani, ma anche con altri allievi come Franco Marzilli.
Dopo aver partecipato con successo a diversi altri premi di pittura e arti figurative, vinse il premio in Campidoglio con una tela dipinta dal vero e raffigurante il monumento equestre a Marco Aurelio: anche incoraggiato da questi risultati assunse la pittura come sua unica professione, producendo per un esportatore oli e tempere per il mercato estero: questa esperienza di lavoro "a contratto" durerà per dieci anni e costituirà una palestra fondamentale ma durissima. Negli anni a venire Caressa rifiuterà le proposte di mercanti e galleristi e venderà direttamente le proprie opere al pubblico e ai suoi estimatori, sentendosi così libero di produrre la sua arte nei modi e nei tempi a lui più consoni, e di poter esercitare la pittura dal vero, nella quale troverà la più felice ispirazione in tutto l'arco della sua carriera.
Negli anni 1970 partecipò a varie esposizioni itineranti prevalentemente nel nord Italia, frequentando e condividendo la propria esperienza con altri artisti romani, come Paolo Salvati, e non, come Jonathan Janson. Nel 1975 fu nominato membro dell'Accademia Tiberina.
Nel 1973 partecipò alla sua prima edizione del premio di pittura estemporanea nell'isola di Burano, nella laguna veneta, un appuntamento estivo che non avrebbe mancato per diversi anni: l'atmosfera bohémienne degli artisti che si riunivano in quel borgo di pescatori eserciterà un grande fascino su Caressa, che vivrà a contatto con gli artisti locali, dipingendo dal vero e ritrovandosi la sera nelle osterie del luogo dove, in cambio di un quadro, aveva vitto e alloggio per la durata della sua permanenza. I colori e le atmosfere lagunari segneranno una svolta nella sua vicenda pittorica, che al premio Burano avrà modo di conoscere e farsi apprezzare da maestri come Silvio Consadori.
Negli anni '80 fu invitato a tenere delle mostre in Germania e Belgio: presso la galleria antiquaria Heinemann a Starnberg in Baviera dal 1983 e presso il comune di Wellin. In queste occasioni dipinse molti soggetti locali, principalmente vedute paesaggistiche e scorci caratteristici: l'esperienza tedesca sarà ripetuta per dieci anni e sempre con successo di pubblico e critica. Continuerà nel frattempo a esporre nel nord Italia, creandosi una clientela in Liguria e Lombardia.
Negli anni '90 arricchì la sua esperienza pittorica con le marine della Sicilia (Favignana in particolare) e della Sardegna (Palau, La Maddalena, Caprera): dopo l'intensa attività pittorica degli anni '70 e '80, sia dal punto di vista della produzione che della partecipazione a mostre in tutta Italia, si focalizzò su pochi appuntamenti fissi, in particolare mostre personali presso la Galleria dei Leoni e Il Saggiatore a via Margutta, oltre che alle collettive con i Cento Pittori e l'associazione Art Studio 3.
Una delle sue ultime grandi esposizioni personali fu una mostra antologica nel 2002, a Roma: dal 2006 si ritirò dall'attività professionale nel campo della pittura. Si spense a Roma, nell'Ospedale San Giovanni, il 22 aprile 2009.

## Tecnica pittorica e tematiche
Pur avendo frequentato acquerelli e inchiostri, Caressa è un pittore specializzato nella tecnica dell'olio su tela e su cartone telato: la caratteristica della sua pittura, che è prevalentemente paesaggistica, è l'uso delle terre per la resa del colore che ebbe modo di approfondire dipingendo prevalentemente en plen air, specie nella campagna romana e nel centro di Roma, ma anche delle tinte verdi e blu per ritrarre il paesaggio lagunare.
I soggetti della pittura di Caressa riprendono da un lato le tematica dei XXV della campagna romana, con classici scorci dell'agro romano e ruderi di acquedotti, ma anche vedute di Roma, in entrambi i casi dipinte dal vero. Oltre a questo si trovano anche gli scorci dei paesini del centro Italia, in prevalenza del Lazio, composizioni in nature morte, paesaggi maremmani, alcuni soggetti figurativi da studio (pierrot, cavalli e butteri, etc.). Infine da segnalare la numerosa produzione di paesaggi lagunari e di scorci delle isole della laguna veneta, in particolare Burano, Torcello e Mazzorbo, oltre che ovviamente di vedute veneziane, così come marine liguri, sarde e siciliane.
Infine, specie nell'ultima parte della sua attività, vanno segnalati soggetti di arte sacra, prevalentemente su commissione: ha infatti dipinto e donato opere di argomento sacro partecipando ad iniziative quali le maratone Telethon di beneficenza.
A due anni dalla morte, dal 6 al 16 aprile del 2011, si è tenuta a Roma una mostra retrospettiva intitolata I colori del tempo, presso la sede della Provincia di Roma di Palazzo Valentini nella sala Egon von Fürstenberg. Il 22 aprile 2014, su iniziativa dell'associazione Art studio 3 e dell'Albo italiano pittori, è stata depositata una targa commemorativa nella via dove visse, a Roma.
Le sue opere, e talvolta anche egli stesso mentre dipinge dal vivo o vende i suoi quadri, figurano in diverse pubblicazioni dedicate a Roma.